# Taxi Heute
Taxi Heute (Eigenschreibweise: taxi heute) ist ein achtmal jährlich erscheinendes, IVW-geprüftes Fachmagazin für Taxi- und Mietwagenunternehmer aus dem Huss-Verlag in München. Gegründet wurde der Titel im Jahr 1977 von Verleger Wolfgang Huss in München. Seit 2013 gibt es das gedruckte Fachmagazin auch als Magazin-App.
taxi heute berichtet in jeder Ausgabe über Neuheiten im Bereich PKW, Transporter und Kleinbusse, ebenso über mobile Kommunikation, Fahrtenvermittlungs- und Abrechnungssysteme für den Taxiunternehmer. Weiterhin gehören Informationen zu Versicherung und Finanzierung ebenso zum Konzept wie Tipps zur werblichen, betriebswirtschaftlichen und personellen Führung eines Taxi- bzw. Mietwagenbetriebes. Es wird auch über neue Mobilitätskonzepte berichtet, wie auch über die fortschreitende Digitalisierung insbesondere im Kontext der Taxi- und Mietwagenbranche.

## Taxi des Jahres
Die Zweitschrift veranstaltet seit 2011 alle zwei Jahre die Expertenwahl „Taxi des Jahres“. Dabei fahren Taxiunternehmer und -unternehmerinnen zwei Tage lang die neuesten Taximodelle der Industrie zur Probe und bewerten sie detailliert in mehreren Fahrzeugkategorien. Sie beurteilen die Fahrzeuge nach Gesichtspunkten, die für Taxiunternehmer, Taxifahrer und Fahrgäste wichtig sind. Die Hauptkriterien sind Wirtschaftlichkeit, Funktionalität, Komfort und Emotion. Die Noten reichen von 1 (für „sehr gut“) bis 4 (für „nicht taxigerecht“). Alle Modelle, die in diesen Kriterien und in den Fahrzeugkategorien am besten abschneiden, dürfen den Titel „Taxi des Jahres“ tragen. Im Jahr 2017 wurde erstmals zusätzlich noch „Das Beste Taxi“ ermittelt, das über alle Kriterien hinweg die beste Durchschnittsnote erzielte. Bei dieser Veranstaltung bewerteten 41 Taxiunternehmer und -unternehmerinnen 21 Testfahrzeuge von der kompakten Limousine über SUV bis hin zu Großraumtaxis auf Transporterbasis.